# 曾金燕

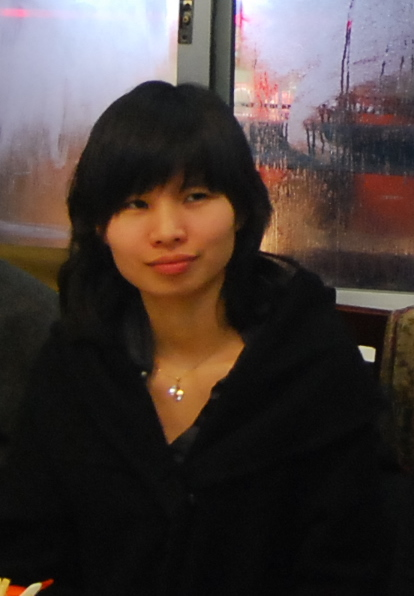
曾金燕

曾金燕（1983年10月9日—），福建龙岩客家人，纪录片制片人、女权研究者、社会活动家。曾发表多个纪录片电影、诗歌、小说、评论等作品，目前为香港大学博士候选人。

## 簡介
中國人民大學經濟系畢業。
2005年7月28日，胡佳與曾金燕登記結婚。2007年，她的女兒胡謙慈出生。同年，當選美國《時代》雜誌全球100位最有影響力人物，被列在“英雄與先驅”類別。

## 纪录片作品
- 《自由城的囚徒》，2007年
- 《小鬼头上的女人》，2013年
- 《凶年之畔》，2016年